# 王英武
王英武（1964年4月—），男，湖北汉川人，中华人民共和国政治人物、外交官，曾任中华人民共和国驻喀麦隆共和国特命全权大使。

## 生平
1985年，进入中华人民共和国外交部工作，先后在外交部非洲司、驻中非大使馆、驻马达加斯加大使馆任职。2000年，任驻刚果（金）大使馆参赞。2004年，挂职江苏省扬州市市长助理。2005年，任外交部非洲司参赞。2006年12月，出任中华人民共和国驻乍得大使。2009年，任外交部西亚北非司副司长。2010年12月，出任中华人民共和国驻刚果民主共和国大使。2014年，任外交部机关党校教务长。2018年6月，出任中华人民共和国驻喀麦隆大使。2025年6月，自驻喀麦隆大使离任。

## 家庭
已婚，有一子。

## 荣誉

### 外国勋章奖章
- 乍得国家军官勋章（乍得，2009年7月4日于恩贾梅纳颁发[4]）